# Team Gerolsteiner/2002
Deze pagina geeft een overzicht van de renners en de prestaties van de Duitse wielerploeg Team Gerolsteiner in 2002.

## Algemeen
| Sponsor - Gerolsteiner, een Duitse mineraaldrank Algemeen manager - Renate Holczer | Ploegleider - Hans-Michael Holczer Assistenten - Christian Henn - Rolf Gölz | Fietsmerk - Klein-Quantum Pro (Shimano Dura Ace, Ritchey, Schwalbe, Ambrosio, Selle Italia) |

## Renners
| Naam               | Geboortedatum | Nationaliteit | Ploeg 2001 |
| ------------------ | ------------- | ------------- | ---------- |
| Patrick Betz       | 13-10-1982    | Duitsland     | -          |
| Daniele Contrini   | 15-08-1974    | Italië        | Liquigas   |
| Gianni Faresin     | 16-07-1965    | Italië        | Liquigas   |
| Uwe Hardter        | 14-01-1977    | Duitsland     |            |
| René Haselbacher   | 15-09-1977    | Oostenrijk    |            |
| Sven Krauß         | 06-01-1983    | Duitsland     |            |
| Sebastian Lang     | 15-09-1979    | Duitsland     | beloften   |
| Nicolai Bo Larsen  | 10-11-1971    | Denemarken    | Team CSC   |
| Federico Morini    | 29-07-1976    | Italië        |            |
| Volker Ordowski    | 09-11-1973    | Duitsland     |            |
| Uwe Peschel        | 04-11-1968    | Duitsland     |            |
| Olaf Pollack       | 20-09-1973    | Duitsland     |            |
| Ellis Rastelli     | 18-01-1975    | Italië        | Liquigas   |
| Davide Rebellin    | 09-08-1971    | Italië        | Liquigas   |
| Michael Rich       | 23-09-1969    | Duitsland     |            |
| Saulius Ruškys     | 18-04-1974    | Litouwen      |            |
| Torsten Schmidt    | 18-02-1972    | Duitsland     |            |
| Ronny Scholz       | 24-04-1978    | Duitsland     |            |
| Tobias Steinhauser | 21-01-1971    | Duitsland     |            |
| Marcel Strauss     | 15-08-1976    | Zwitserland   |            |
| Georg Totschnig    | 25-05-1971    | Oostenrijk    |            |
| Fabian Wegmann     | 20-06-1980    | Duitsland     | beloften   |
| Steffen Weigold    | 09-04-1979    | Duitsland     |            |
| Peter Wrolich      | 30-05-1974    | Oostenrijk    |            |

## Overwinningen
| - Rund um Köln Winnaar: Peter Wrolich - Driedaagse De Panne 2e etappe: Saulius Ruškys - Ronde van Nedersaksen 2e etappe: Olaf Pollack 3e etappe: Olaf Pollack 4e etappe (b): Michael Rich Eindklassement: Olaf Pollack - Vredeskoers 1e etappe: Olaf Pollack 2e etappe: Olaf Pollack 3e etappe: Olaf Pollack - Ronde van Beieren 1e etappe (b): Michael Rich Eindklassement: Michael Rich - Ronde van Duitsland 4e etappe: Michael Rich - Ronde van Zweden 3e etappe: René Haselbacher | - Ronde van Zwitserland 9e etappe: Tobias Steinhauser - Nationale kampioenschappen Duitsland (tijdrit): Uwe Peschel Oostenrijk (tijdrit): Georg Totschnig Oostenrijk (weg): René Haselbacher - Ronde van Saksen 5e etappe: Peter Wrolich - LuK Challenge Chrono Winnaars: Uwe Peschel en Michael Rich - GP Citta di Camaiore Winnaar: Davide Rebellin - Ronde van Denemarken 5e etappe: Olaf Pollack - Groningen-Münster Winnaar: Olaf Pollack | - Ronde van Poitou-Charentes 4e etappe (a): Michael Rich - Ronde van Hessen 1e etappe: Olaf Pollack 4e etappe (b): Uwe Peschel Eindklassement: Uwe Peschel - Ster Elektrotoer 4e etappe: Sven Krauß - Ronde van Rheinland-Pfalz 1e etappe: Sebastian Lang 4e etappe: Sebastian Lang Eindklassement: Ronny Scholz - LUK-Cup Bühl Winnaar: Davide Rebellin - Grote Landenprijs Winnaar: Uwe Peschel - Chrono des Herbiers Winnaar: Michael Rich |

## Teams

### Ronde van de Middellandse Zee
13 februari–17 februari
- [1.] Davide Rebellin
- [2.] Gianni Faresin
- [3.] Nicolai Bo Larsen
- [4.] Ellis Rastelli
- [5.] Michael Rich
- [6.] Saulius Ruškys
- [7.] Torsten Schmidt
- [8.] Tobias Steinhauser

### Tirreno-Adriatico
14 maart–20 maart
- [1.] Davide Rebellin
- [2.] Nicolai Bo Larsen
- [3.] Saulius Ruškys
- [4.] Torsten Schmidt
- [5.] Ronny Scholz
- [6.] Georg Totschnig
- [7.] Marcel Strauss
- [8.] Gianni Faresin

### Milaan-San Remo
23 maart
- [101.] Gianni Faresin
- [102.] Olaf Pollack
- [103.] Davide Rebellin
- [104.] Saulius Ruškys
- [105.] Torsten Schmidt
- [106.] Ronny Scholz
- [107.] Georg Totschnig
- [108.] Peter Wrolich

### Ronde van Vlaanderen
7 april
- [181.] René Haselbacher
- [182.] Sebastian Lang
- [183.] Nicolay Bo Larsen
- [184.] Olaf Pollack
- [185.] Saulius Ruškys
- [186.] Ronny Scholz
- [187.] Steffen Weigold
- [188.] Peter Wrolich

### Ronde van Italië
11 mei–2 juni
- [61.] Daniele Contrini
- [62.] Gianni Faresin
- [63.] René Haselbacher
- [64.] Ellis Rastelli
- [65.] Davide Rebellin
- [66.] Saulius Ruškys
- [67.] Torsten Schmidt
- [68.] Georg Totschnig
- [69.] Peter Wrolich

### Ronde van Duitsland
3 juni–9 juni
- [91.] Davide Rebellin
- [92.] Volker Ordowski
- [93.] Marcel Strauss
- [94.] Uwe Peschel
- [95.] Olaf Pollack
- [96.] Michael Rich
- [97.] Ronny Scholz
- [98.] Tobias Steinhauser

### Ronde van Zwitserland
18 juni–27 juni
- [131.] Davide Rebellin
- [132.] Saulius Ruškys
- [133.] Tobias Steinhauser
- [134.] Georg Totschnig
- [135.] Gianni Faresin
- [136.] Uwe Peschel
- [137.] Ronny Scholz
- [138.] Olaf Pollack

### Ronde van Lombardije
19 oktober
- [111.] Gianni Faresin
- [112.] René Haselbacher
- [113.] Ellis Rastelli
- [114.] Davide Rebellin
- [115.] Ronny Scholz
- [116.] Georg Totschnig
- [117.] Fabian Wegmann
- [118.] Peter Wrolich

1998 · 1999 · 2000 · 2001 · 2002 · 2003 · 2004 · 2005 · 2006 · 2007 · 2008